# Julia Gámez Martin

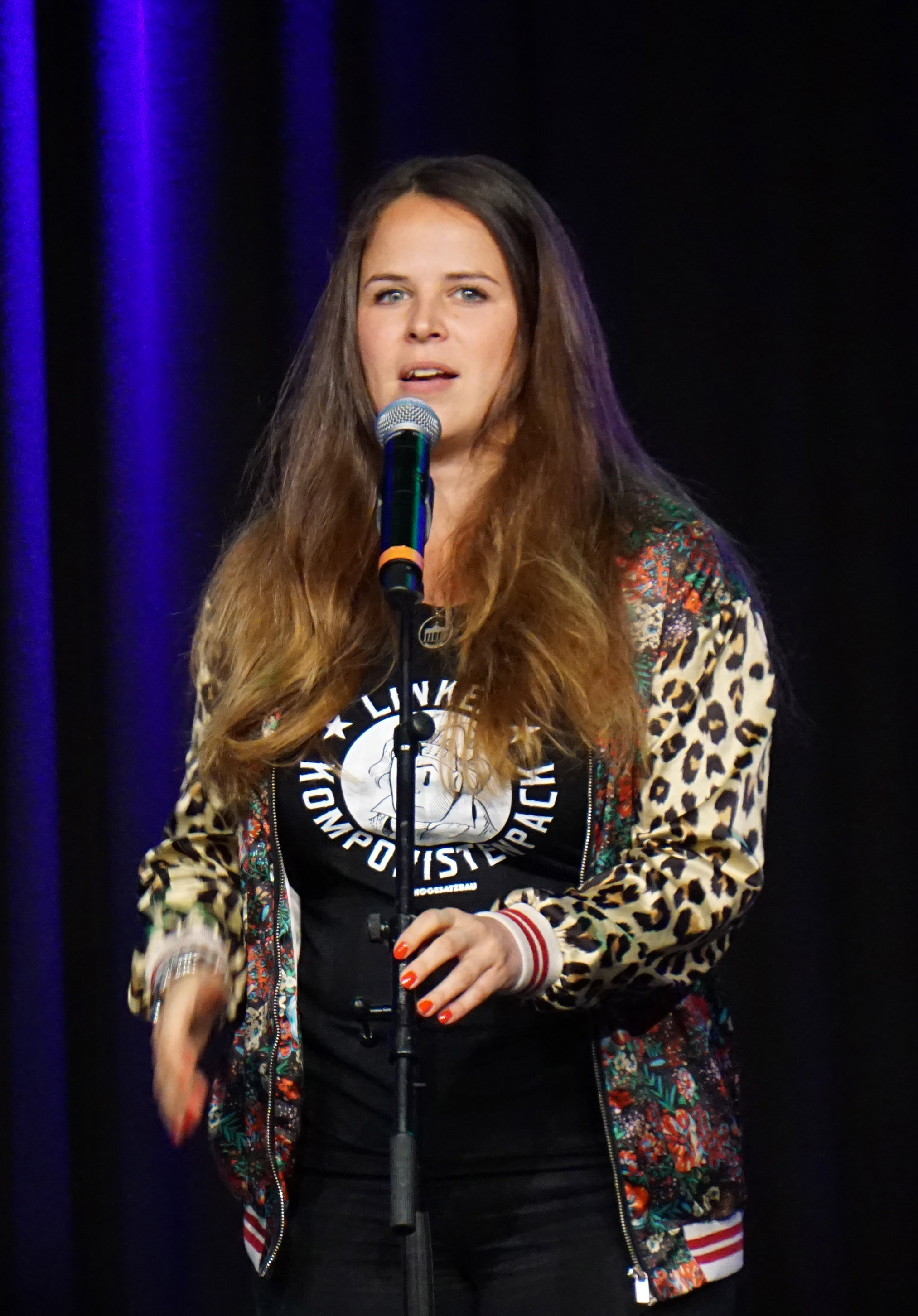
Julia Gámez Martin, 2019

Julia Gámez Martin (* 29. Juni 1986 in Berlin) ist eine deutsche Schauspielerin, Sängerin und Songwriterin. Sie war 2009 Siegerin beim Bundeswettbewerb Gesang Berlin. Parallel zu ihrer Karriere als Musicaldarstellerin ist sie ein Teil des Musik-Comedy-Duos Suchtpotenzial.

## Karriere
Julia Gámez Martin ist die Tochter eines in Málaga lebenden Spaniers. Sie sammelte erste Bühnenerfahrungen mit sieben Jahren als Mitglied des Berliner Konzertchores und sang erste Soli in der Berliner Philharmonie. Während ihrer Schullaufbahn übernahm sie am Beethoven-Gymnasium Hauptrollen in Musicals und trat im Chor sowie als Solistin auf. Nach dem Abitur studierte sie von 2006 bis 2010 Musical an der Universität der Künste (UdK) in Berlin.
Seit ihrem Abschluss gastiert sie deutschlandweit an verschiedenen Theatern als Schauspielerin und Sängerin. Im Jahre 2013 begann sie mit ihrer Kollegin Ariane Müller eigene Songs zu schreiben; seither sind die beiden unter dem Namen Suchtpotenzial auf Tour.
Gámez Martin gehört zu den wiederkehrenden Darstellern von „CC:N – Comedy Central News“, einer seit 2017 laufenden satirischen Nachrichtensendung auf Comedy Central Deutschland.
Sie war bereits mehrmals Teil des politischen Fernsehkabaretts Die Anstalt.

## Ausbildung
- Gesangsunterricht: 2002/2003 bei Natali Buck (klassisch), seit Oktober 2005 bei Dorothee Dalg, seit Oktober 2006 bei Elena Brandes (UdK)[2]
- Schauspiel: Peter Kock, Peter Lund, Ulrich Wiggers und Ulrich Engelmann
- Tanz: Götz Hellriegel, Neva Howard, Pam Nagel, Andrea Heil, Rhys Martin und Daniela Jordan

## Musicalrollen
- 2001: Les Misérables, Rolle der Cosette, Berlin, Beethoven-Oberschule (semiprofessionell)
- 2005: FAME, Rolle der Carmen, Berlin, Beethoven-Oberschule (semiprofessionell)
- 2008: Besser ist Besser, Gesang-Tanz-Schauspiel-Collage, UNI.T, Berlin[3]
- 2009 und 2010: Leben ohne Chris, Uraufführung, Rolle der Anna, Berlin, Universität der Künste Berlin/Neuköllner Oper[4]
- 2010: Klangwandler, moderne Oper von Peter Michael von der Nahmer, Uraufführung, Rolle der Mimi, Neuköllner Oper, Berlin[5]
- 2011: The Rocky Horror Show, Rolle der Magenta, Theater Ulm[6],
- 2012: Lauras Stern – die Show – Eine Reise zu den Sternen, Uraufführung und Deutschlandtournee, Rolle der Laura, Berlin, Rastatt, Bochum, Köln, Graz (A), Rostock, Freiburg, Rastede, Rheine, Hamburg, München, Bremen, Dresden, Wetzlar, Berlin, Luxemburg (L), Stuttgart, Ravensburg[7][8][9]
- 2012: Aida, Titelrolle im Musical von Sir Elton John und Tim Rice bei den Schlossfestspielen Ettlingen[10]
- 2013: Hair, Rolle der Dionne im Musical von Galt MacDermot am Theater Ulm
- 2013: Opera do Malandro, Rolle der Teresinha in der brasilianischen Version der Drei Groschen Oper mit Musik von Chico Buarque an der Neuköllner Oper
- 2013: Wagners Ding mit dem Ring, Rolle der Brunhilde im Musical von Thomas Zaufke und Michael Heissig an der Musikalischen Komödie Leipzig
- 2014: Jekyll & Hyde, Rolle der Lucy Harris im Musical von Frank Wildhorn am Landestheater Tirol
- 2014: Didi & Stulle, div. Rollen in der Rockoper über die Comicfiguren von FIL mit Musik von Matthias Herrmann an der Neuköllner Oper
- 2017: Curtains, Rolle der Georgia Hendricks im Musical von John Kander und Fred Ebb am Theater Münster
- 2018: Cabaret, Rolle der Sally Bowles im Musical von John Kander und Fredd Ebb an der Semperoper Dresden
- 2018: Jesus Christ Superstar, Rolle der Maria Magdalena im Musical von Andrew Lloyd Webber beim Domplatz Open Air vom Theater Magdeburg

## Sonstige musikalische Projekte als Sängerin
- The Black Diamonds (Funk- und Soul-Band, seit 2000, bis 2009 als The Black Pearls, mit Alexander Vogt [Schlagzeug], Johanna Bärmann [Gesang], Donat Kubrinski [Trompete], Sabine Wenzl [Saxophon], Sebastian „Ray“ Strahl [Keyboards], Steve Pfaff [Bass], Stanley Schragl [Gitarre])
- Suchtpotenzial (Liedermacher, Comedy, musikalische Kleinkunst, seit 2013, mit Ariane Müller [Klavier, Gitarre])
- Die Damenkapelle (8 Frauen pocket Big Band mit Coversongs von Knorkator, Rammstein und Die Ärzte)

## Auszeichnungen
- 2009: Siegerin des Bundeswettbewerb Gesang, 1. Preis des regierenden Bürgermeisters von Berlin[11]
- 2009: Sonderpreis der Schule für Schauspielkunst „Ernst Busch“
- 2014: Kleinkunstpreis Baden-Württemberg (mit Suchtpotenzial)
- 2015: Publikumspreis „Beklatscht & Ausgebuht“ beim Prix Pantheon (mit Suchtpotenzial)
- 2016: Tuttlinger Krähe, 1. Preis (mit Suchtpotenzial)
- 2016: Mindener Stichling (mit Suchtpotenzial)
- 2016: Hamburger Comedy Pokal (mit Suchtpotenzial)
- 2020: Thüringer Kleinkunstpreis (mit Suchtpotenzial)[12]
- 2021: Bayerischer Kabarettpreis (mit Suchtpotenzial)[13]